# Baits-barlang
A Baits-barlang a Duna–Ipoly Nemzeti Parkban, a Gerecsei Tájvédelmi Körzetben, Bajóton található egyik barlang. Régészeti és őslénytani szempontból jelentős. Denevérek is előfordulnak benne. Turista útikalauzokban is ismertetve van a turisták által gyakran látogatott barlang.

## Leírás
Bajót külterületén, az Öreg-kő sziklás, meredek, sziklafalakkal tagolt K-i oldalában, 347 m tszf. magasságban van a barlang tág, boltíves, 5,5 m széles és 4 m magas bejárata. Az Országos Kéktúra által érintett, Öreg-kő alatti turistapihenőtől a kék Ω (kék barlang) jellel jelzett turistaúton lehet eljutni a barlang közvetlenül a turistaút mellett nyíló bejáratához. A kék barlang jelzésű, korláttal szegélyezett, betonlépcsővel jól járhatóvá tett ösvényen felfelé haladva, a Jankovich-barlang előtt, annak közelében található a Baits-barlang. A Baits-barlang előtt, a jobb oldalon lévő, gömbüstökkel tagolt mohás sziklafalon látszik egy emléktábla helye. A bivakolásra is alkalmas, avarral és fatörmelékkel borított, sima aljzatú előtérben tüzelőhely van kialakítva, melyet (a nyomokból ítélve) valószínűleg gyakran használnak turisták. A jobb oldali sziklafal mellett is van egy kis tűzrakás, mely felett kormos a sziklafal. Itt mindenfelé látni (szétszórtan) szemetet. Engedély nélkül látogatható az üreg.
Felső triász, vastagpados dachsteini mészkő ÉK–DNy-i irányú törésvonala mentén jött létre. A barlang gömbüstös-gömbfülkés formakincse alapján azt lehet megállapítani, hogy karsztvízszint alatti oldódás miatt (termálkarsztos hatásra) keletkezett a barlang. Két vízszintes, egymás alatt futó folyosóból, az azokat összekapcsoló kis aknából és néhány mellékfülkéből áll. Jól bevilágítja a barlang előterét a napfény, ezért viszonylag hosszú részen algásak, mohásak a nagy gömbfülkékkel tagolt falak, amit csak a feliratok, kormozások rondítanak el. Több helyen megfigyelhető kis méretű, ép (kondenz) borsókő.
A barlangbejárattól 8 m-re van egy akna, ahol elágazik a járat. A 3 m mély aknában, egyszerű sziklamászással le lehet jutni a barlang alsó szintjére. Sok fatörmelék és szemét van az akna alján. A kb. 12 m hosszú, kőtörmelékes aljzatú, alacsony alsó járat végén megfigyelhető egy agyagos bontóhely. Néhány kondenz borsókő, poros, érintetlen cseppkőbekérgezés (kis felületen) és szép gömbüstök díszítik ennek a résznek a falait (a sok szemét, fatörmelék és feliratok mellett). Az akna mellett átmászva (a falak nedvesek, algásak) lehet elérni a barlang felső folytatását. Jobbra található egy néhány méteres, agyagos kitöltésű oldalág, amelynek van egy 3 m-es kis kürtője. Az agyagos aljzatú járatban, egyenesen tovább haladva, láthatók egy régi vaskeret nyomai, majd egy szűk átbújó után egy gömbfülkés terem helyezkedik el, amely a barlang felső végpontja. A falak még itt is kormosak. A terem végéből kezdődő, agyagos bontóhely minden bizonnyal a Jankovich-barlangba vezet.
Az észlelési adatok és a néha fellelhető friss ürülék alapján kijelenthető, hogy kis faj- és egyedszámú, alkalmi téli és nyári denevérszálláshelynek, egyben kis egyedszámú, de helyi viszonylatban fajgazdag párzóhelynek tekinthető a barlang. A barlangban végzett denevér-megfigyelések során, a Gerecse Barlangkutató és Természetvédő Egyesület megállapította, hogy a barlangban 4 denevérfaj; kis patkósdenevér (R. hipposideros), kereknyergű patkósdenevér (R. euryale), közönséges denevér (M. myotis) és szürke hosszúfülű-denevér (P. austriacus) fordul elő.
1925-ben volt először Baits-barlangnak nevezve a barlang az irodalmában. Baits Györgyről, aki Bajóton volt főjegyző, lett elnevezve. Előfordul a barlang az irodalmában Baits barlang (Vértes 1965), Baits Gy. barlang (Leél-Őssy 1954), Baits György barlang (Vigh 1937), Baits György-üreg (Székely 1994), Baits György ürege (Székely 1994), Bajóti I.sz. barlang (Leél-Őssy 1954) és Gaál-barlang (Horváth, H. Kelemen, Torma 1979) neveken is.

## Kutatástörténet

### 1908–1956
Az 1908-ban kiadott, Esztergom vármegyét ismertető könyv szerint Esztergom vármegyében barlanglakók nyomait nem találták meg, mert nincsenek olyan barlangok, melyekben arra utaló nyomok lennének, hogy bennük régen ősemberek laktak. Erre a vidékre már fejlettebb igényekkel jöttek az első letelepedők, akik állatcsontokból, szarvasagancsból készített szerszámaik mellett már kőszerszámokat is használtak. Ezért nem voltak rászorulva arra, hogy barlangokban, vagy földbe vájt üregekben lakjanak, hanem készíthettek sátrakat, valamint kunyhókat. Azokat a barlangokat, vagy földbe vájt üregeket, amelyekből erdőkben, vagy félreeső, nehezen hozzáférhető vidékeken most is sok van és emberi kultúra nyomai vannak bennük, nem lehettek ősemberek lakhelyei. Azok főleg a tatárjárás és törökpusztítás idejéből való búvólyukak voltak, mert nem vezethetők vissza az ősidőkre az azokban talált tárgyak.

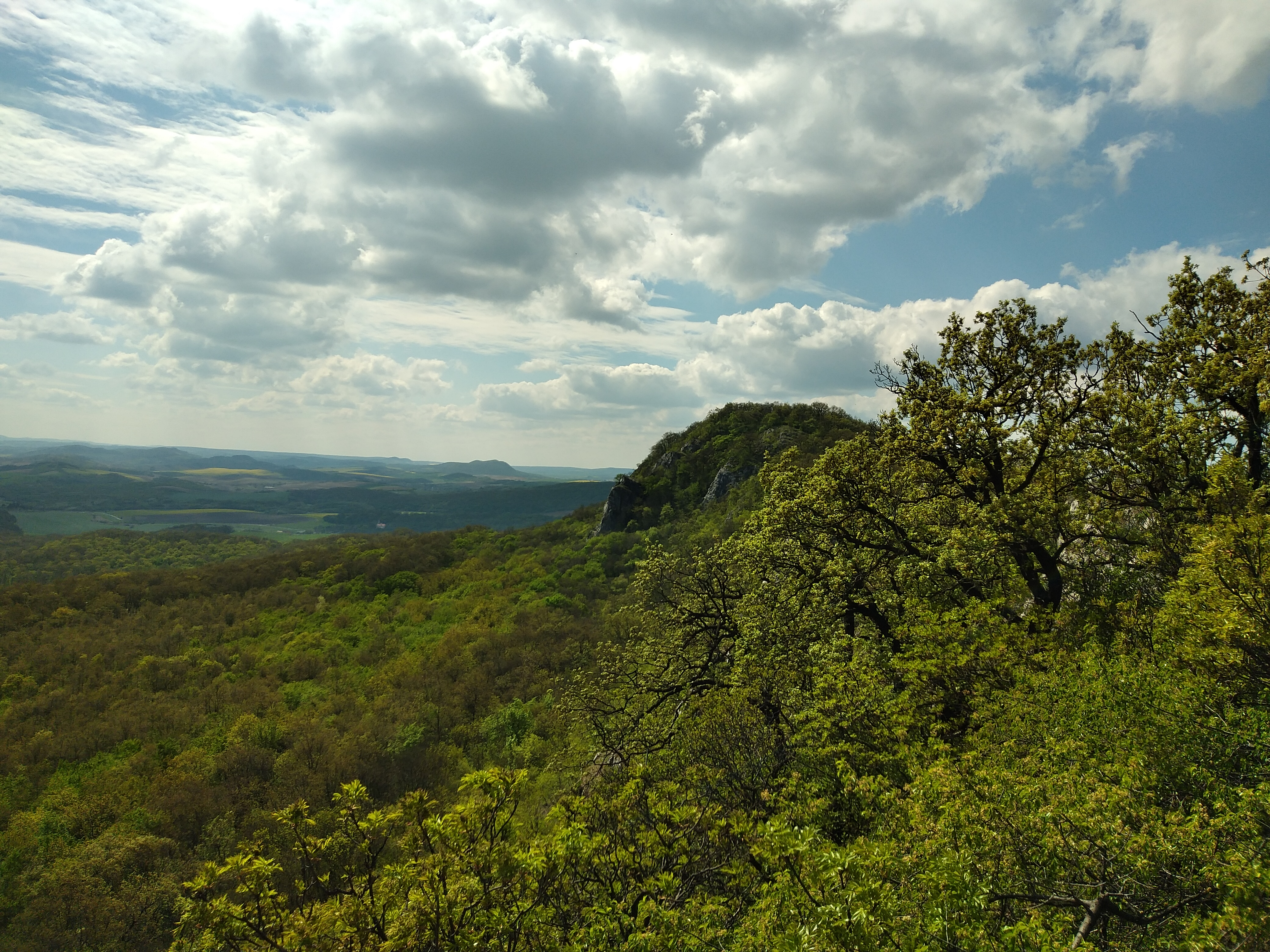
Öreg-kő, a Baits-barlang környéke távolról

Az 1913. évi Barlangkutatásban lévő, Bekey Imre Gábor által írt tanulmányban az van írva, hogy az Öreg-kő K-i sziklás oldalán a Jankovich-barlang mellett van egy teremszerű barlang és két zsomboly. A Jankovich-barlangtól néhány lépésre É-ra és azonos magasságban törmelékkövek között szűk nyílást talált Bekey Imre Gábor. A nyílást a kövek egy részének elhordásával kibővítette úgy, hogy azon be tudott bújni. A bejárat után néhány m-rel az üreg vízszintes talpszintű, 6 m hosszú és embermagasságú teremmé bővült. A bejárat a meredek lejtőről leomlott összes törmelékkő eltávolítása után valószínűleg olyan széles lesz, hogy próbaásatást lehetne benne végezni, mert feltehetően ezen a védett helyen az ősember tartózkodásának nyomai megtalálhatók lesznek.
A Magyarság 1925. június 6-án megjelent számában lévő, a Magyarság tudósítója által írt, A kőkorszakbeli ősember kultúrájának újabb emlékeit találták meg Bajóton című cikkben az van írva, hogy a Magyar Nemzeti Múzeum régiségtárának két tisztviselője, Tompa Ferenc és Hillebrand Jenő (egyetemi magántanár) a Bajóton fekvő Jankovich-barlangban, 1925. május végén végeztek ásatásokat. A kutatások megkezdését Baits György (bajóti jegyző) kezdeményezte, aki annak idején felfedezte a Jankovich-barlangot. Az új ásatások egy hétig tartottak és sok értékes, őskori anyagot szolgáltattak. A kutatás legnagyobb eredménye azonban az volt, hogy a nyitott Jankovich-barlang alatt felfedeztek egy zárt, csak hasoncsúszva megközelíthető, addig ismeretlen barlangot, amelynek feltárása sok reménnyel kecsegtet.
Az ásatások vezetője, Tompa Ferenc a következőket mondta a napilap munkatársának: Az ásatások legnagyobb eredménye az, hogy felfedeztünk egy új barlangot, amelyet szeretnénk a Jankovich-barlang felfedezőjéről, Baits Györgyről elnevezni. A Magyar Nemzeti Múzeum mindent megtesz azért, hogy a rendelkezésére álló csekély anyagi eszközökkel is lehetővé tegye az új barlang mielőbbi megnyitását és feltárását. Számíthatunk arra, hogy itt még az eddiginél is gazdagabb és értékesebb anyagot fogunk találni. Az ősember inkább az ilyen zárt barlangokban húzta meg magát, ezért a magyarországi ősember primitív kultúrájának ismerete valószínűleg nagy lépést tesz majd előre az új barlang (Baits-barlang) feltárásával. Tompa Ferenc ma délelőtt hivatalos jelentést tett a Magyar Nemzeti Múzeum főigazgatójának. Értesülésünk szerint az eddig előkerült leleteket bemutatják a Régészeti Társulat legközelebbi ülésén, az ásatásokat pedig még a nyáron folytatni fogják.

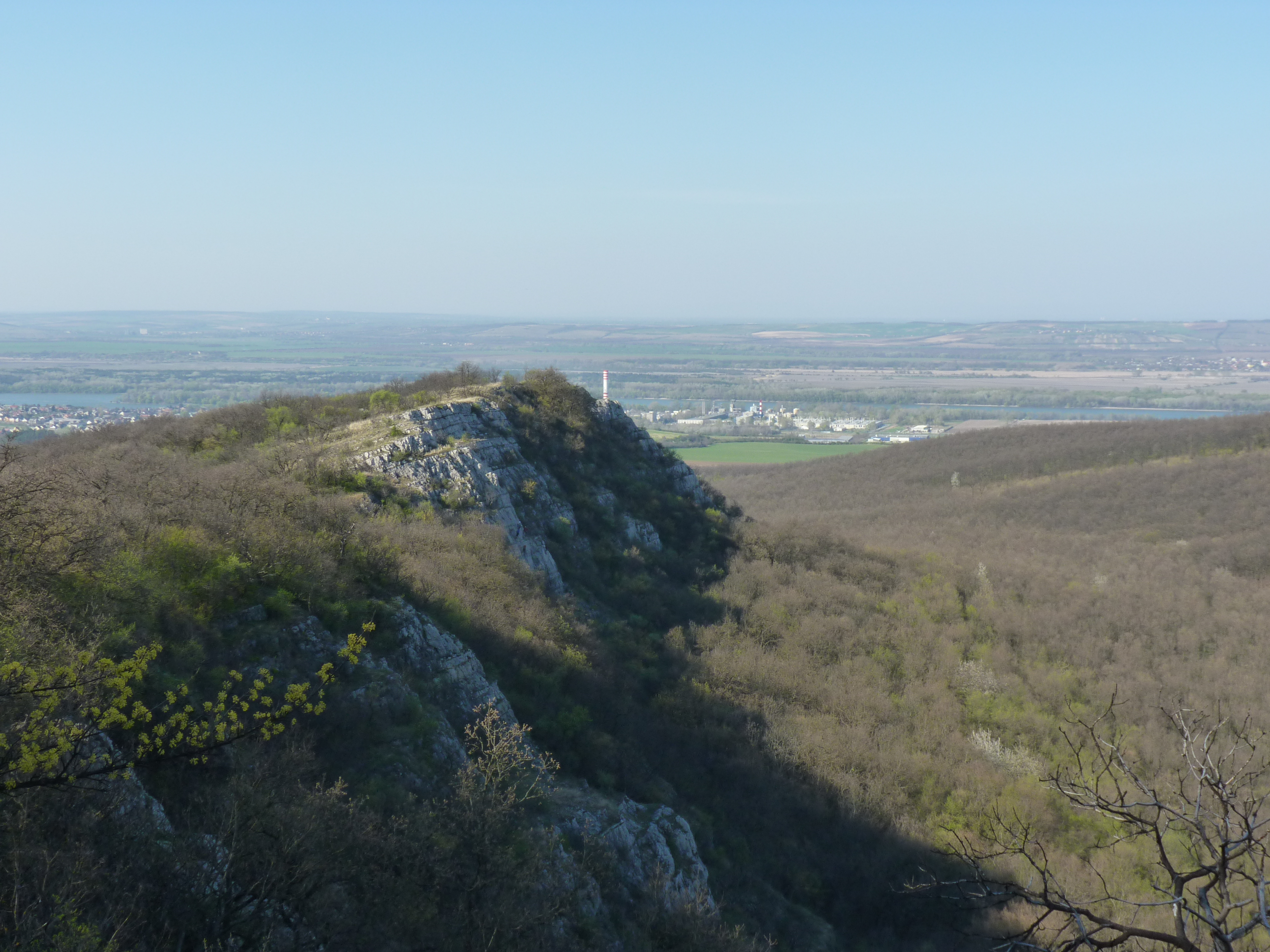
Kilátás az Öreg-kőről É felé

Az 1926. évi Esztergom Évlapjaiban megjelent, Hillebrand Jenő által írt tanulmányban az van írva, hogy az Öreg-kő legutóbbi, 1925 nyarán végzett kutatásakor sikerült egy, a Jankovich-barlang alatt közvetlenül elhelyezkedő, addig teljesen ismeretlen és évezredek óta eltemetett barlangot felfedezni. Sok érdekes eredmény várható az új barlang további kutatásától.
Az 1928. évi Állattani Közleményekben kiadott, Gaál István által írt tanulmányban szó van arról, hogy három évvel ezelőtt Hillebrand Jenő a Jankovich-barlang alatt új barlangot tárt fel. Az új barlang feltűnően gazdag emlősfaunáját Gaál István dolgozta fel (Diluviális emlősmaradványok Bajót eddig ismeretlen barlangjából). A Kiskő-oldali-barlang felső diluviális rétegéből csak 6 faj látott napvilágot. Emiatt a Kiskő-oldali-barlang fosszilis faunája a Jankovich-barlangból előkerült 22 fajból, és leginkább az alatta lévő kisebb barlangokból meghatározott 30 fajból álló emlőssorozattal szemben szegényesnek tekinthető ugyan, de jelentéktelennek nem. A Jankovich-barlangban a gyapjas orrszarvúnak csak egy feltört humerus töredékét találták, míg az alatta elhelyezkedő barlangból nem került elő orrszarvúcsont.
A Kiskő-oldali-barlangban főleg az óriásgím jelenléte szembetűnő, amely eddig egyetlen bajóti barlangból sem került elő. A Kiskő-oldali-barlangban találtak őstulok maradványt, de a gazdag faunájú másik két bajóti barlangban eddig egyetlen őstulok csont sem került elő. A Kiskő-oldali-barlang faunája főleg azért érdekes, mert 8 faja közül 2, sőt esetleg 3 (az óriásgímen és az őstulkon kívül a kistermetű ősló az esetleges harmadik faj) eddig nem volt kimutatható a másik két bajóti barlang feltűnően gazdag faunájában. Nehéz magyarázatot találni az apróbb emlős- és madárcsontok hiányára a Kiskő-oldali-barlangban, mert ezekkel szinte tele vannak a Jankovich-barlang, de még jobban a második barlang egykorú rétegei.
A Gaál István által írt, 1930-ban megjelent, A harmadik bajóti barlang diluviális faunája című tanulmányban az van írva, hogy a Kiskő-oldali-barlang sem méreteiben, sem faunagazdagságában nem vetekszik a bajóti Jankovich-barlanggal, és még kevésbé a Jankovich-barlang alatt elhelyezkedő, rendkívül gazdag fosszilis faunájú Baits-barlanggal. A Kiskő-oldali-barlang felsőbb, világossárga diluviális agyagrétegből előkerült kis fauna semmiképp sem vetekszik a bajóti Baits-barlang gazdag faunájával, amelyet Gaál István az 1927. évi Természettudományi Közlönyben ismertetett. Az egymás tőszomszédságában lévő barlangok fosszilis faunáinak párhuzamba állítása sok érdekes problémát felszínre hozhat. Ebben az esetben ilyen kérdés az is, hogy miért hiányzanak a Kiskő-oldali-barlangból az apró emlősök és a madarak csontjai, pedig ezek tömegesen előfordulnak a másik két barlangban. Az ilyen kérdések részletes vizsgálata sok esetben fontos vonásokkal egészíti ki az ősember életére vonatkozó nagyon hézagos ismereteinket.

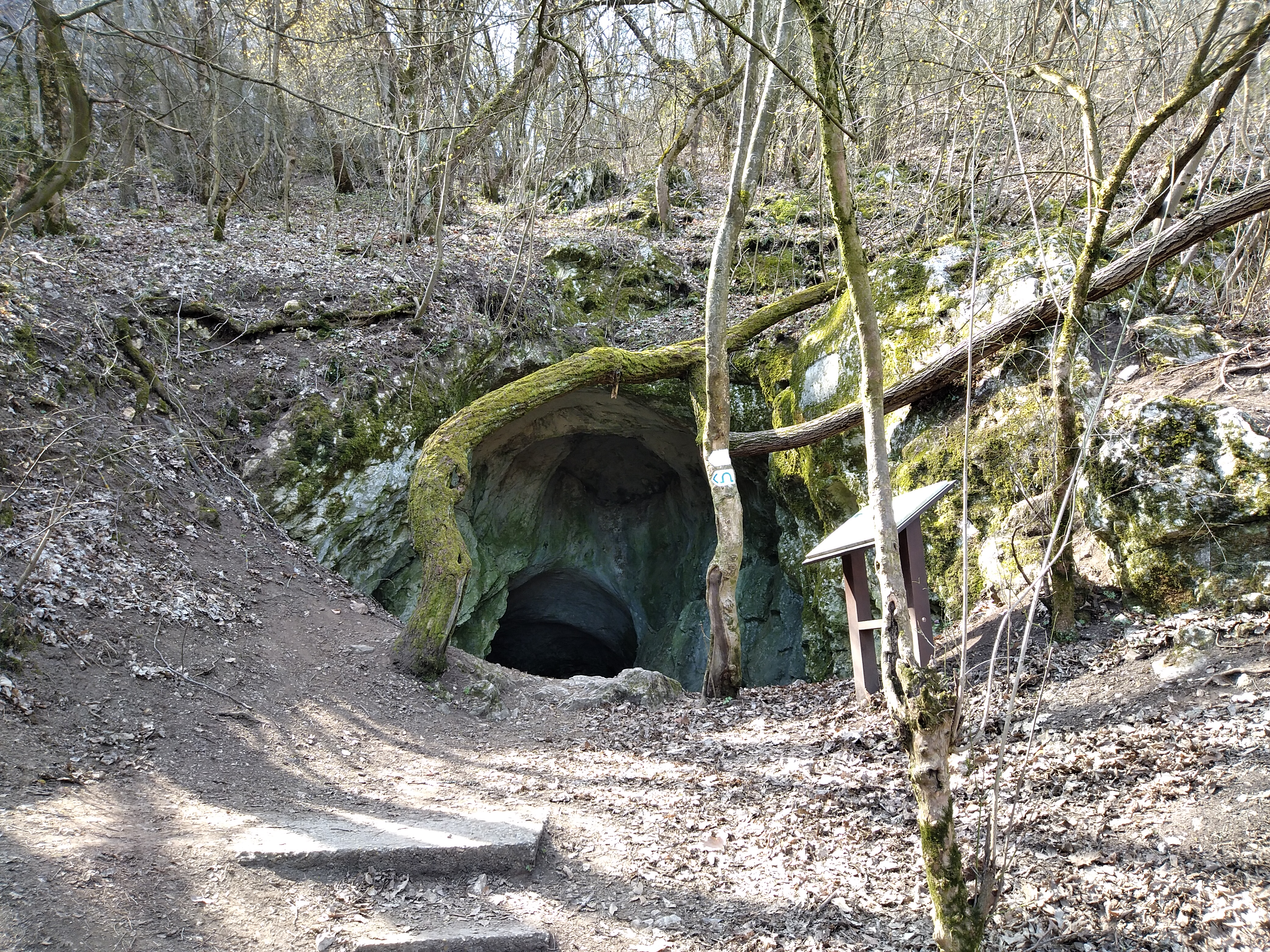
A Baits-barlang bejárata 2021-ben

Az 1933. évi Földrajzi Közleményekben publikálva lett, hogy a bajóti Öreg-kő rögének ÉNy-i oldalán nagyon szépen kifejlődött barlangrendszer van. A barlang nagy, itt kb. 5 különböző barlangbejárat látható, amelyek közel helyezkednek el egymáshoz. Ezek biztosan egy összefüggő barlangrendszerhez tartoznak, de még nincs megfelelően feltárva. Az 1934. évi Barlangvilágban napvilágot látott egy közlemény, amely szerint a Magyar Barlangkutató Társulat 1934. január 23-án szakülést tartott. A szakülés első tárgya a Gaál István által előadott, A bajóti barlangok diluviális faunájának néhány érdekes vonása című előadás volt. Az előadó ismertette a bajóti Öreg-kő üregeinek fosszilis emlősmaradványait és a Baits-barlang csontanyagát. Hillebrand Jenő végezte el a Jankovich-barlang és a Kiskő-oldali-barlang ásatását. Az előkerült fosszilis faunát Kormos Tivadar dolgozta fel. Érdekes ellentétek vannak az egymáshoz közeli barlangok faunájában. Kormos Tivadar véleménye szerint az egymáshoz közeli barlangok faunája aszerint változik, hogy milyen zsákmányállatok lakták.
Az 1935. évi Erdészeti Lapokban szó van arról, hogy Gaál István a harmadik bajóti barlangban (Szalay-barlang) Hillebrand Jenő által végzett újabb ásatásokkal kapcsolatban megállapította, hogy az abban talált ősmaradványokból nincs olyan sok és azok nem olyan jelentősek, mint a Jankovich-barlang és a Baits-barlang ásatási eredményei. Amiatt viszont érdekes a barlang, hogy olyan ősvilági emlősök csontjait találták benne, amelyek a másik kettőben nem voltak. A Turisták Lapja 1937. évi évfolyamában publikált összeállításban az olvasható, hogy a Baits György barlang a Jankovich-barlang alatt 3 m-re helyezkedik el. Hillebrand Jenő a Jankovich-barlang előterének törmelékét leásva, 1925-ben tárta fel a Baits-barlangot, amelyben ásatott is. Kürtő köti össze a Jankovich-barlanggal a Baits-barlang folyosóját. A folyosót majdnem teljesen kitöltő, jégkorszaki és jelenkori rétegek faunáját Gaál István írta le.
Az 1940-ben kiadott, Gerecse és Gete hegység kalauza című útikalauzban az olvasható, hogy a Gerecse hegység vázát alkotó dachsteini mészkőben barlangok keletkeztek. A mészkőhegységekben a barlangok keletkezése rendkívül gyakori jelenség, mert a mészkő többnyire nagyon repedezett kőzet. A hasadékokon át a kőzetbe beszivárog a víz és ott oldja a mészkő anyagát, tágítja, nagyobbítja a hasadékot, míg végül barlang jön létre. A Gerecse hegység barlangjai hasonló módon alakultak ki. Az Öreg-kőn a Jankovich-barlangon kívül van a hegy K-i oldalán egy kisebb barlang és két zsomboly is. A Jankovich-barlang alatt 3 m-re helyezkedik el a Baits Györgyről elnevezett barlang bejárata. A Baits-barlangban a Jankovich-barlangból előkerült leletekhez hasonló leleteket találtak. A Jankovich-barlangot, a Baits-barlangot és a Szalay-barlangot hosszabb-rövidebb folyosók, kürtők kötik össze, ezért egy kis barlangváros részeinek tekinthetők.

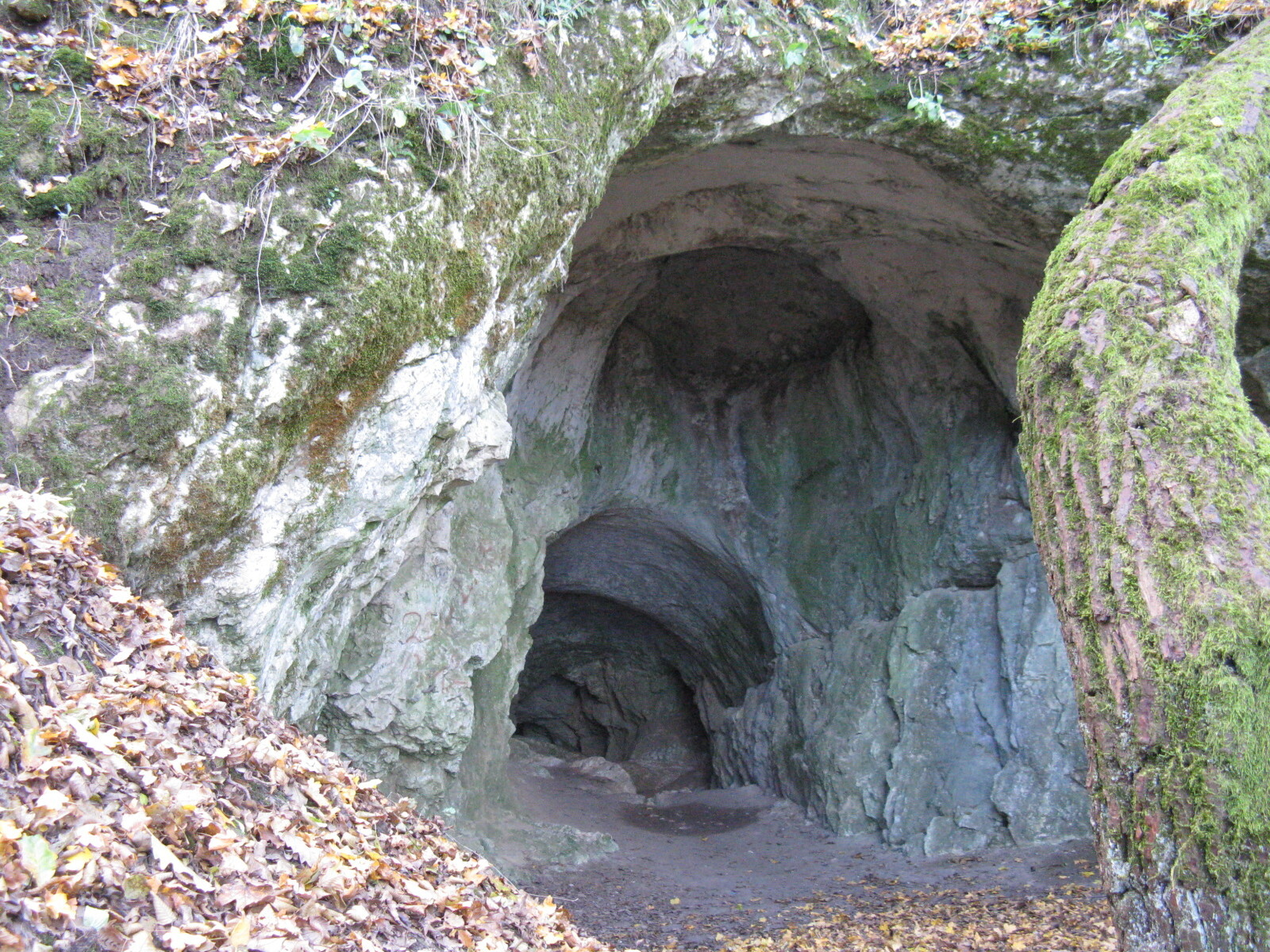
A Baits-barlang bejárata 2016-ban

A Földtani Közlöny 1953. évi évfolyamában szó van arról, hogy a magyarországi würm üledékekből az első bizonytalan Apodemus adat Gaál Istvántól származik, aki a Jankovich-barlang alatt felfedezett új barlangban erdei egér maradványokat talált. Gaál István megemlítette azonban, hogy nem voltak elkülöníthetők egymástól a recens és fosszilis csontok, ezért nincs jelentősége a leletnek.
Az 1954. évi Földrajzi Értesítőben kiadott tanulmányban az van írva, hogy az Öreg-kő legjellegzetesebb és legérdekesebb formái a barlangjai. Az Öreg-kőn van a legtöbb barlang a Gerecse hegységben, amelyek szakmai szempontból nagyon értékesek és problematikusak. Az Öreg-kő összes barlangja a meredek és sziklás K-i oldalon, viszonylag közel egymáshoz és majdnem azonos szinten helyezkedik el. A Jankovich-barlang közelében két kis barlang található, ezek közül egyik a Bajóti I.sz. barlang, amelynek régi neve Baits Gy. barlang. A Jankovich-barlangtól É-ra kb. 3 m-re van és kb. 3 m-rel alacsonyabb szinten helyezkedik el. 25 m hosszú, 3–5 m széles és 2–3 m magas. Egy egyenes folyosóból áll, amely befelé összeszűkül, majd 2 különböző szintű ággá válik. Ásatásokat végeztek benne és bejárata mesterségesen bővítve van. A Jankovich-barlangéhoz hasonló leletek kerültek elő a hévizes eredetű barlangból. Valószínűleg azonos a Venkovits István-féle térképgyűjtemény Bajótibarlangjával. A Bajóti II.sz. barlangban sok a gömbfülke, és emiatt, valamint a Jankovich-barlanghoz hasonló helyzete miatt (a Bajóti I.sz. barlanggal együtt) hévizes keletkezésű barlang. A tanulmányba bekerült a bajóti Öreg-kő és környékének helyszínrajza (terv.: Leél-Őssy Sándor, rajzolta: Németh L.). A rajzon jelölve van, hogy hol helyezkedik el a Baits-barlang.
Az 1956. évi Földrajzi Értesítőben publikálva lett, hogy a bajóti Öreg-kőben van viszonylag a legtöbb barlang a Központi-Gerecsében. Az Öreg-kőről kisebb-nagyobb aknabarlangok és forrásbarlangok egész sorát írták le a barlangkutatók. Legrészletesebben és legkorszerűbben Leél-Őssy Sándor tanulmányozta a barlangokat, aki szerint az Öreg-kő barlangjai és a két aknabarlang hévizes eredetű, amit a barit és több hidrotermális ásvány, valamint a sok gömbfülke bizonyít. A tanulmányban látható egy metszetrajz, amelyen az Öreg-kő és környéke van szemléltetve. A rajzon látszik a Bajóti I. sz. (Baits Gy.) barlang földrajzi elhelyezkedése. A metszet szerint a legmagasabban lévő barlang az Öreg-kőn.

### 1959–1997

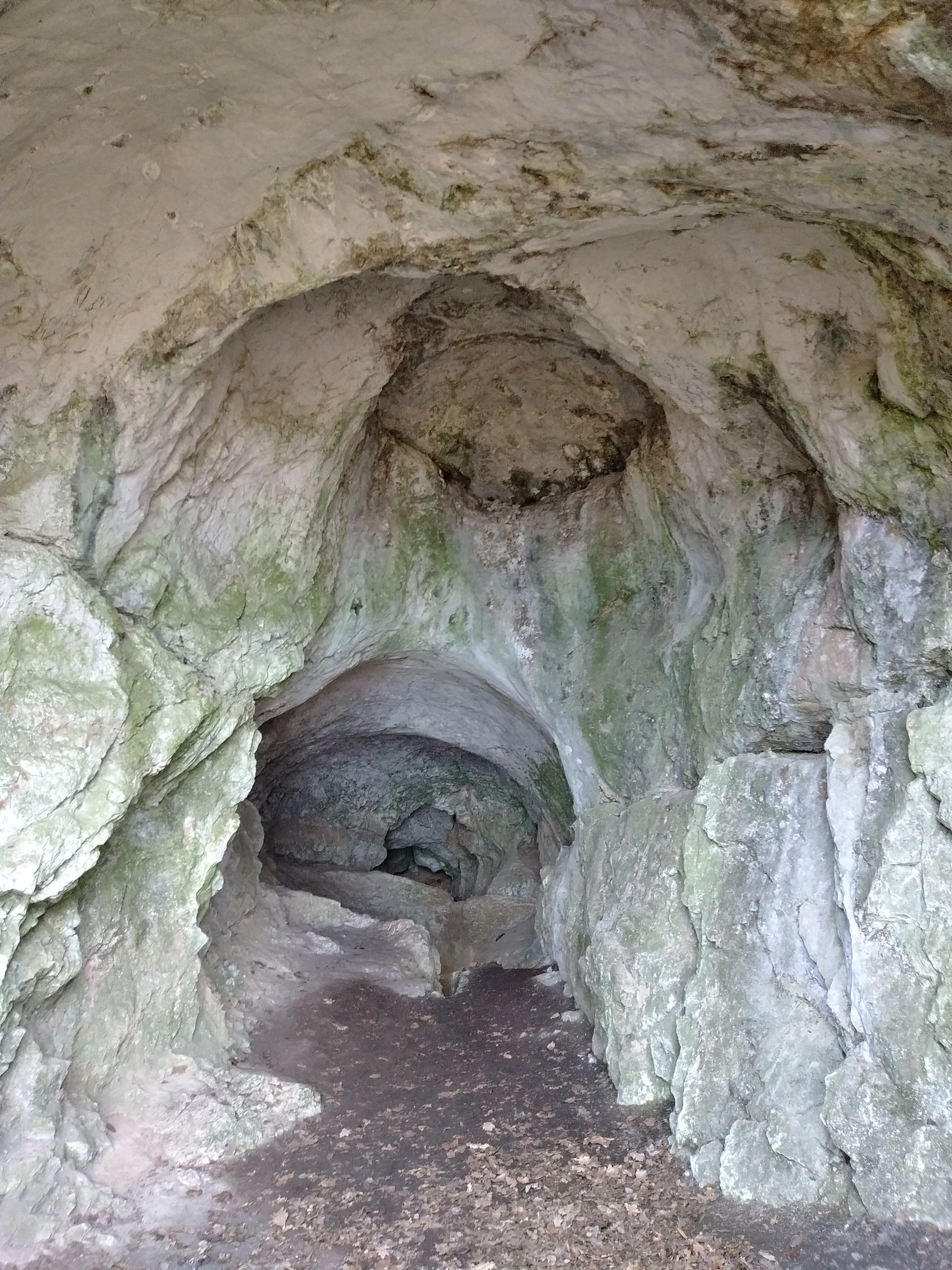
Részlet a Baits-barlang belsejéből

Az 1959-ben kiadott Gerecse útikalauzban szó van arról, hogy a Bajóti Baits-barlang a Jankovich-barlangtól K-re, néhány m-rel lejjebb fekszik. A Jankovich-barlangnál kisebb Baits-barlang szintén tekintélyes méretű üreg és ugyancsak egy ősrégészeti lelőhely. A Baits-barlang kb. 25 m hosszú, 3–5 m széles és 2–3 m magas. Az Öreg-kő sziklás K-i oldalában található Jankovich-barlangból és Baits-barlangból az ősember solutréen és magdalénien kultúrájának sok értékes és ritka emléke került elő. A bajóti Öreg-kő felső triász mészkörögének viszonylagos kicsisége mellett formakincsével, ősrégészeti leleteivel és barlangjaival a Gerecse hegység talán legérdekesebb és legértékesebb helye. Akiket részletesen érdekel az Öreg-kő, azok megtalálhatják a hegy Leél-Őssy Sándor által írt részletes leírását a Földrajzi Értesítő 1954. márciusi számában. Az Öreg-kő hatalmas szirtjei, gyönyörű kilátása és messze földön híres barlangjai a turisták érdeklődésére méltán számíthatnak. Az Öreg-kő a nagyméretű két barlangjával (Jankovich-barlang, Baits-barlang), kőfülkéjével (Szalay-barlang), két aknabarlangjával (Öreg-kői 1. sz. zsomboly, Öreg-kői 2. sz. zsomboly) és a hegy É-i végén elhelyezkedő Öregkő-forrással a Gerecse hegység egyik legismertebb és legnevezetesebb túracélpontja.
A hegycsúcs alatt, a hegycsúcstól K-re fekszik a Baits-barlang. Az Öreg-kő K-i oldala alatt, az Elektromos Turisták régi jelzőtáblájánál rá kell térni az országos kéktúra kék jelzésére, amely meredek ösvényen Ny-i irányban a hegy oldalában felvezet a hegy tetejéhez közel lévő Jankovich-barlanghoz és Baits-barlanghoz. Az évtizedekkel ezelőtt elhelyezett kapaszkodók és hágcsóvasak, amelyek jelenleg már csak részben vannak meg, teszik könnyűvé az utat. A barlangok előtt található magas, pados sziklafal tetejéről K-re félkörben nagyon szép kilátás van a Dunától kezdve a Gete és a keleti dombvidék erdős magaslataira, illetve a Kő-hegyre. A barlangok alatt K-re levezető, néhány helyen vascsőből készült hágcsóvasakkal és kapaszkodókkal ellátott meredek ösvényen lehet lejutni az Öreg-kő lábához. A kiadványban látható az 1956. évi Földrajzi Értesítőben publikált metszetrajz, amelyen az Öreg-kő és környéke van ábrázolva vázlatosan. A vázlatrajzon látható a Baits-barlang földrajzi elhelyezkedése.
Az 1960. évi Karszt- és Barlangkutatásban megjelent tanulmányban az van írva, hogy az örvös lemming előfordulása a Tekeres-völgyben nem elszigetelt jelenség, mint a közép-franciaországi lelőhelyeken, mert a Budai-hegységben és a Gerecsében több barlangban, például a Baits-barlangban is előfordult a faj. Az 1962-ben kiadott, A barlangok világa című könyv szerint a bajóti Baits-barlangnak a Jankovich-barlangtól K-re néhány m-re van a bejárata. A kb. 25 m hosszú, vízszintes és kétszintes barlangban végzett ásatások eredményesek voltak.
Vértes László 1965-ben napvilágot látott könyvében közölve van, hogy közvetlenül a Jankovich-barlang alatt helyezkedik el, sőt vele egy kürtővel össze van kötve a Baits barlang. Gaál István gazdag faunát írt le kitöltéséből, amelyben előfordul lemming is, de (feltehetően rétegzavar miatt) ellentmondó a faunakép. Gaál István az ember egykori ottartózkodását faszénmaradványok alapján állapította meg, de nem került elő eszköz ásatásán. Gyűjteményünkben viszont van innen egy radiolaritból készült törpe penge, amelyet a bejegyzés alapján 1932-ben Csalog J. gyűjtött. Nem találtunk rá irodalmi utalást. A Jankovich-barlang pilisszántói kultúrájának felel meg az eszköz.
Az 1976-ban befejezett, Bertalan Károly által írt Magyarország barlangleltára kéziratban az olvasható, hogy a Jankovich-barlang alsó szintjét Baits-barlangnak nevezik. A Bertalan Károly és Schőnviszky László által összeállított, 1976-ban megjelent Magyar barlangtani bibliográfia barlangnévmutatójában meg van említve a Gerecse hegységben, az Öreg-kőn lévő barlang Baits-barlang néven. A barlangnévmutatóban fel van sorolva 3 irodalmi mű, amelyek foglalkoznak a barlanggal.

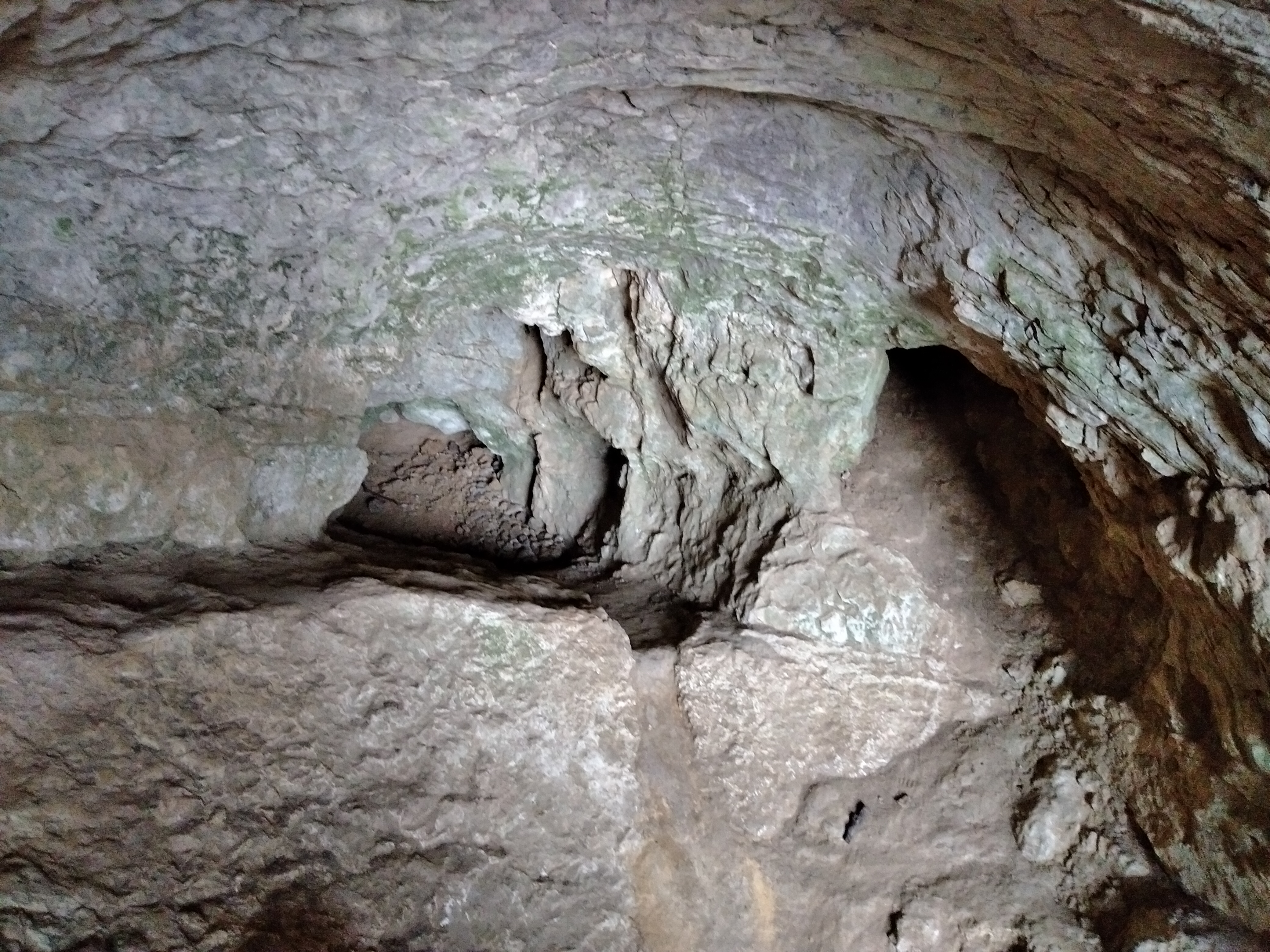
Részlet a Baits-barlang belsejéből

Az 1979-ben napvilágot látott, Komárom megye régészeti topográfiája című könyvben szó van arról, hogy Bajóton, a Jankovich-barlang alatt van a Baits-barlang (Gaál-barlang), amelynek kürtője felnyúlik a Jankovich-barlangba. A Jankovich-barlang, a Baits-barlang és a Szalay-barlang a 2/16. sz. lelőhely (barlang, paleolitikum, rézkor, középkor). A Baits-barlangban faszénmaradványt és gazdag faunisztikai anyagot fedezett fel Gaál István. Csalog József 1932-ben, a barlangban talált későpaleolitikus törpe pengét (MNM RP 21/932). A Baits-barlangtól Ny-ra 50 m-re található a Szalay-barlang. A könyvben látható a Jankovich-barlang alaprajz térképe, amely a Herrmann Margit, Kretzoi Miklós és Vértes László által 1957-ben publikált tanulmányban lévő, Jankovich-barlang alaprajz térkép alapján lett rajzolva. A térképen ábrázolva van a Baits-barlang Jankovich-barlangot elérő kürtője. A kiadványban van egy Bajót térkép, amelyen megfigyelhető a Baits-barlang földrajzi elhelyezkedése. A térképen 16-os számmal van jelölve a lelőhely.
Szlapák Károly és Jánoska Péter 1979-ben felmérték a barlangot, majd 1979-ben, a felmérés adatainak felhasználásával elkészült a Baits-barlang (Bajót) alaprajz térképe, hosszmetszet térképe és 4 keresztmetszet térképe. Az alaprajz térképen és a hosszmetszet térképen megfigyelhető a 4 keresztmetszet elhelyezkedése a barlangban. A térképlapon nincs jelölve az É-i irány. (Az 1978. évi MKBT Beszámolóban publikálva lettek a barlang 1979-ben készült térképei.) Az 1984-ben kiadott, Magyarország barlangjai című könyv országos barlanglistájában szerepel a Jankovich-barlang egyik neveként a Baits-barlang név. Az 1991. május–júniusi MKBT Műsorfüzetben megjelent egy felhívás, amely szerint az MKBT Észak-Dunántúli Területi Szervezete kutatótábort tart 1991. július 13–21. között, az Öreg-kőn. A tábor célja a terület barlangjainak feltáró kutatása (főleg a Baits-barlang alsó járatának és az Öreg-kői 2. sz. zsomboly végpontjának bontása) és dokumentálása. Az 1991. évi Karszt és Barlangban megjelent egy olyan információ, hogy a Gerecse Barlangkutató Egyesület 1991-ben, a Baits-barlangban őslénytani gyűjtést végzett.
Az 1994. évi Limesben közölt, Takácsné Bolner Katalin által írt tanulmány szerint az Öreg-kő jelentős barlangjainak egy része a kőzet rétegződését követő, több szintes, alapvetően vízszintes jellegű járat. Ilyen barlang a Baits-barlang is. Az 1994. évi Limesben lévő, Székely Kinga által írt dolgozatban az lett publikálva, hogy a 4661/3 barlangkataszteri számú Baits-barlang másik neve Baits György-üreg. Az üreg Bertalan Károly barlangleltárában nincs benne. A Barlangtani Intézetben a barlangnak nincs kataszteri törzslapja, de térképe, fényképe, kutatási törzslapja és irodalmi törzslapja van. Kadić Ottokár Csonka Magyarország barlangjainak rövid ismertetése című kéziratából hiányzik a Baits-barlang leírása.

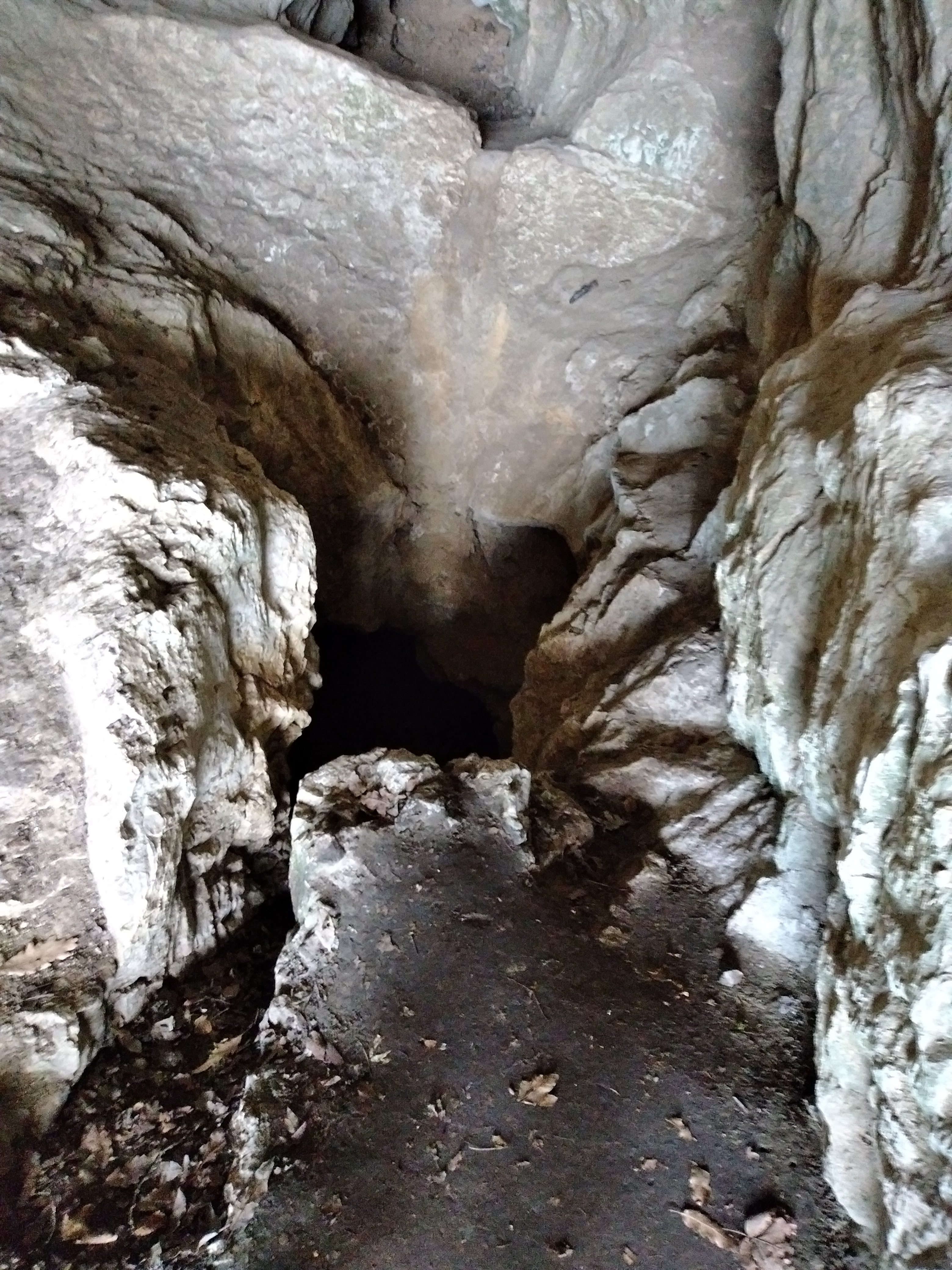
A Baits-barlangban lévő kis akna eleje

Az 1994. évi Limesben publikált, Kordos László által írt összeállításban az van írva, hogy a Vértes László Karszt- és Barlangkutató Csoport 1990-ben, a barlang felszínközeli üledékéből gyűjtött barna ásóbéka csontokat (5 db-ot), fajra nem meghatározott Lacerta csontokat (2 db-ot), fajra nem meghatározott madárcsontokat (6 db-ot), közönséges ürge csontokat (8 db-ot), mezei hörcsög csontokat (82 db-ot), fajra nem meghatározott Apodemus csontokat (3 db-ot), mezei pocok csontokat (2 db-ot), közönséges földipocok csontokat (2 db-ot) és mezei nyúl csontokat (7 db-ot). Ezek nyílt területre jellemző, fiatal holocén maradványok.
T. Dobosi Viola 1997-ben kiadott tanulmánya beszámol arról, hogy a Baits-barlangtól Ny-ra 50 m-re és 15 m-rel magasabban helyezkedik el a Szalay-barlang bejárata. Csalogovits József a Baits barlangban 1931 januárjában végzett ásatáskor egy 2,8 cm hosszú mikrolitot talált, amelyet az akkor szokásos terminológiával magdaléniennek határozott meg. Ltsz: 21/932. A tanulmányban van egy táblázat, amelyben az látható, hogy a barlang Bajóton helyezkedik el. A barlangi lelőhelyről ásatással került elő felső paleolit lelet. Az őskőkori lelőhely helye jelölve van Komárom-Esztergom megye térképén.

### 1998-tól
1998. május 14-től a környezetvédelmi és területfejlesztési miniszter 13/1998. (V. 6.) KTM rendelete szerint a Duna–Ipoly Nemzeti Park Igazgatóság illetékességi területén, a Gerecse hegységben található Baits-barlang az igazgatóság engedélyével látogatható. A barlangot Kovács Ádám és Kovács Jenő 2003-ban felmérték, majd Kovács Jenő a felmérés adatainak felhasználásával, 2003-ban megrajzolta a Baits-barlang (barlangkataszteri szám: 4661-3) alaprajz térképét, hosszmetszet térképét, keresztmetszet térképét, a barlang felső részének alaprajz térképét és a barlang alsó részének alaprajz térképét. Az öt térkép két lapra lett rajzolva. Az egyik térképlapon a barlang alaprajz térképe, a másik térképlapon pedig a barlang többi térképe látható. Mindkét térképlapon, az alaprajz térképek használatához jelölve van az É-i irány. A térképeket Kovács Richárd szerkesztette. A térképek, melyeknek készítői az Ariadne Karszt- és Barlangkutató Egyesület tagjai, a Duna–Ipoly Nemzeti Park megbízásából, az Országos Barlangnyilvántartás számára készültek. A barlang alaprajz térképén és a barlang felső részének alaprajz térképén megfigyelhető a keresztmetszet elhelyezkedése a barlangban. A barlang a két térképlap szerint 46 m hosszú, 5,5 m mély és 3,7 m magas.
A barlang 2003-ban készült felmérési jegyzőkönyvében az van írva, hogy a barlang 46 m hosszú, 5,5 m mély és 3,7 m magas. A barlang 2003 júniusában, több lépcsőben lett felmérve. Először a sokszögvonalakat vették fel, ami polygonzsinór, függőkompasz, lógatott fokív, illetve acél mérőszalag segítségével történt. Befúrt, rozsdamentes csavarokat szükség szerint helyeztek el. Az adatok kiértékelése Prépostffy Zsolt barlangtérképező programjával történt. A kinyomtatott, 1:100 méretarányú polygonvonalakra rárajzolták a helyszínen a járat kontúrvonalát és a jellemző tereptárgyakat, illetve felvették a barlang hossz-szelvényét. A felmérésben részt vettek: Kovács Ádám, Kovács Jenő és Kovács Richárd, akik az Ariadne Karszt- és Barlangkutató Egyesület tagjai.
| Ponttól | Pontig | Hossz | Irány | Lejt  | Megjegyzés                                 |
| ------- | ------ | ----- | ----- | ----- | ------------------------------------------ |
| 0       | 1      | 7,22  | 190   | –0,5  | bal oldali sziklafal, 1,3 m magasan        |
| 1       | 1A     | 3,13  | 276   | –18   | –                                          |
| 1       | 2      | 5,48  | 251   | –7,5  | –                                          |
| 2       | 2A     | 2,67  | 238   | 26,25 | járat vége előtt, bal oldalon, kőcsücsök   |
| 2       | 3      | 4,08  | 186   | –16,7 | –                                          |
| 3       | 4      | 1,9   | 250   | –2    | szűkület jobb oldalában                    |
| 4       | 5      | 3,81  | 201   | 39,5  | járat végén, elszűkülés előtt, mennyezet   |
| 1A      | 1B     | 3,94  | 175   | –44,5 | akna alja, járat elején, bal oldali fal    |
| 1B      | 1C     | 3,23  | 256   | –22   | jobb oldali falon, 30 cm magasan           |
| 1C      | 1D     | 3,08  | 206   | –1    | bal oldali kiszögellés, 15 cm magasan      |
| 1D      | 1E     | 2,89  | 201   | 8,25  | végponti fülke előtti sziklaél, balra fenn |

A barlang 2003. június 21-én, helyszíni szemle és BTI kataszteri felvétel alapján készült nyilvántartólapja szerint a 4661-3 barlangkataszteri számú Baits-barlang (Baits György-üreg, Gaál-barlang) a Keleti-Gerecsében lévő Bajóton (Komárom-Esztergom megye) található. (A kataszteri felvételt az Ariadne Karszt- és Barlangkutató Egyesület két tagja, Kovács Richárd és Szabó Evelin készítették.) Az üreg bejáratának koordinátái: X: 614570, Y: 264561, Z: 347. Hegyoldalon lévő sziklafal tövében, erdőben van a barlang 5,5 m széles, 4 m magas, természetes jellegű, íves alakú és vízszintes tengelyirányú bejárata. A részletesen felmért barlang 46 m hosszú, 9,2 m függőleges kiterjedésű, 3,7 m magas, 5,5 m mély és 20 m vízszintes kiterjedésű. Triász mészkőben (Dachsteini Mészkő Formáció) húzódik az üreg. A barlang kialakulásában nem játszott érdemi szerepet preformáló tényező. Az üreg karsztvízszint alatti oldódás miatt jött létre, de jelenleg inaktív. A többszintes, elágazó térformájú barlang talpának lejtésviszonyai változóak. A barlang jellemző szelvénytípusa az alagút. Az üregben van kürtő, akna, gömbfülke és gömbüst. Utóbbiból az egész barlangban sok található.

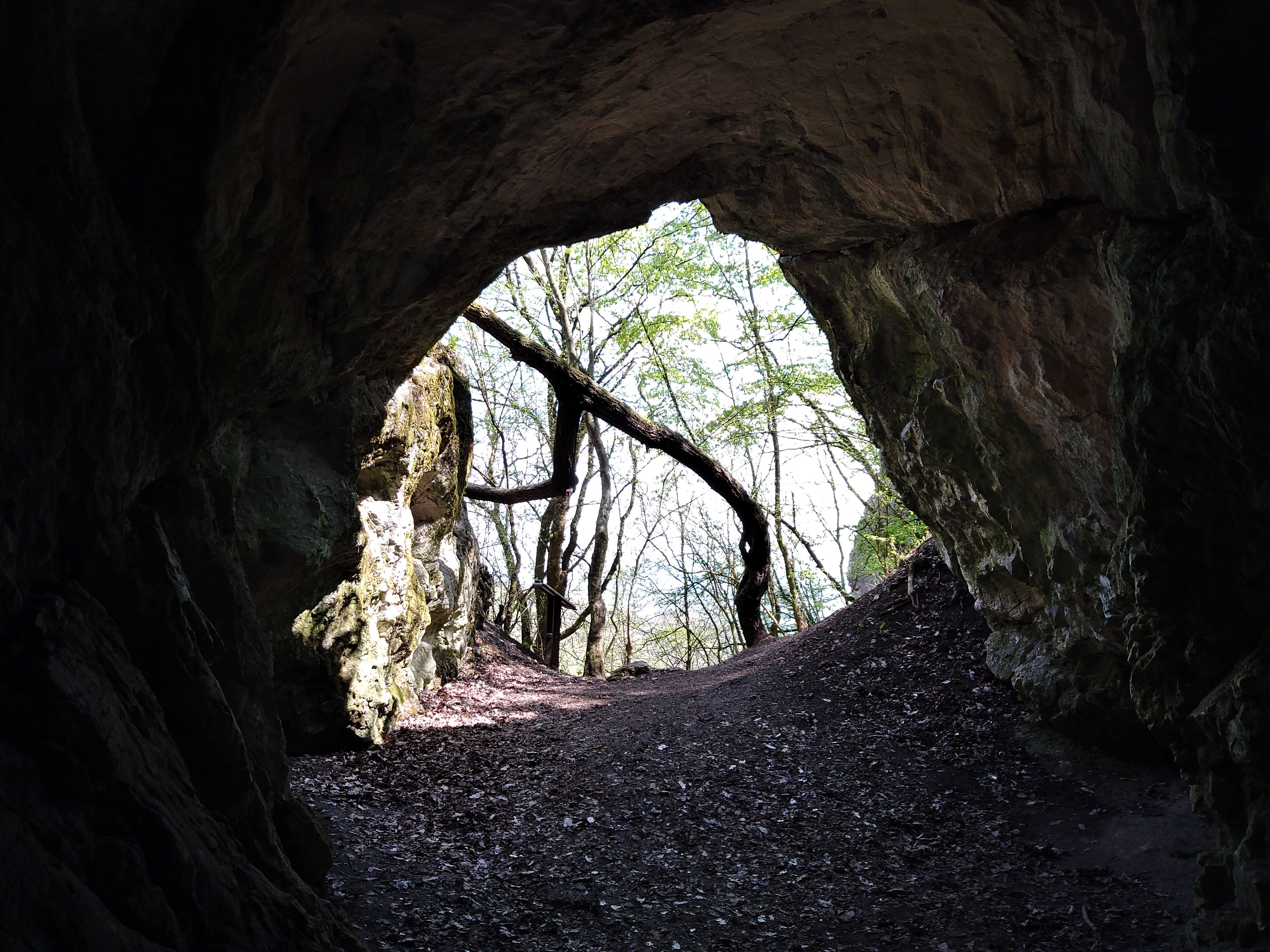
A Baits-barlang eleje belülről fényképezve

Kondenz borsókő (elterjedten) és cseppkőbekérgezés (helyenként, kis foltokban) figyelhető meg a barlangban. Szervetlen, helyben keletkezett törmelékkitöltése omladékból, kőzettörmelékből áll. Szervetlen, behordott törmelékkitöltését sok agyag (a barlang egészében) alkotja. Szerves kitöltése: talaj és humusz (a barlang előterében, kis mennyiségben), avar, növénytörmelék, alga, moha és gyökerek. Előfordul a barlangban pók, rovar és (nyáron) denevérek. Kőeszköz és faszénmaradványok kerültek elő a barlangból. Recens tüzelőhely, kormozás, hulladék és feliratok vannak benne. Időszakosan csepegő víz jelenik meg az üregben. Tematikus feldolgozás: régészet, irodalom, térkép és fénykép. Barlangleltári szám: Gerecse 36 (a Jankovich-barlang másik neve a Baits-barlang). 1934-ben lett először említve a Baits-barlang az irodalomban. A jelzett gyalogösvényen megközelíthető barlang könnyen és egyszerű sziklamászással, barlangjáró alapfelszerelésben járható. Megtekintéséhez nem szükséges engedély. A kissé megváltoztatott barlang ásványkiválásai gyakorlatilag érintetlenek, aljzata pedig taposott, áthalmozott, mélyített.
Illetékes természetvédelmi hatóság: Duna–Ipoly Nemzeti Park Igazgatóság. Jogi státusz: a természetvédelemről szóló 1961. évi 18. sz. tvr. A barlang felszínének védettsége: az Országos Természetvédelmi Hivatal elnökének 15/1977. OTvH számú határozata a Gerecsei Tájvédelmi Körzet létesítéséről. A barlangbejárat az állam tulajdona és természetvédelmi kezelés alatt áll. A barlangot a turizmus és a szemetelés veszélyezteti. Kapcsolódó dokumentumok: bejárati fotó (papírkép és digitális formában). 1:100 méretarányú alaprajz térkép (felső és alsó szint külön ábrázolva, keresztszelvényekkel, digitálisan és nyomtatott formában). 1:100 méretarányú összesítő térkép (digitálisan és nyomtatott formában). 1:100 méretarányú hossz-szelvény térkép (digitálisan és nyomtatott formában). 10.000 méretarányú felszíni térkép. A barlang poligonja és felmérési jegyzőkönyve (digitálisan és nyomtatott formában). Érdemes lenne új járat felfedezése érdekében (további) kutatást végezni a barlangban. A barlangban lévő alsó szint végpontjának átbontása esetén további járatokkal bővülhet a barlang.
A barlang a Bajót szomszédságában fekvő Öreg-kőn helyezkedik el. A Jankovich-barlang mellett lévő Baits-barlang az Országos Kéktúra útvonalának turistapihenőjétől induló, korláttal szegélyezett betonlépcsőkön érhető el legegyszerűbben. Gaál István faszénmaradványt és gazdag faunisztikai anyagot tárt fel, amely a barlang tág bejárati terméből került elő. Csalog József 1932-ben gyűjtött itt egy késő őskőkori törpe pengét. Az Akadémiai Kiadó által 1979-ben kiadott, Komárom megye régészeti topográfiája című könyvben csak ennyi információ van a barlangról.
1991-ben, az MKBT kollektív kutatótáborának során történt a barlangban feltáró kutatás, amiről a Gerecse Barlangkutató Egyesület által 1991-ben készített évkönyvben lehet olvasni egy rövid összefoglalót. Székely Kinga a tábor során fényképeket készített, melyek a barlang belsejét mutatják be. A barlang jelenleg már csak térképvázlatnak tekinthető első térképét Szlapák Károly és Jánoska Péter 1979-ben készítették el, ami az 1978. évi MKBT Beszámolóban lett publikálva. Turisták által gyakran látogatott barlang, amely barlangjáró alapfelszerelésben, vagy csak egy lámpával is, engedély nélkül megtekinthető. Az üregben sok szemét van, falain pedig kormozások és feliratok látszódnak. Az összhatás emiatt nagyon lehangoló (szép formakincse ellenére is). A benne lévő néhány képződmény érintetlen. Élővilága pókokból, rovarokból áll, de időszakosan denevérek is élnek benne.
A 2003. évi Karsztfejlődésben az olvasható, hogy valószínűleg, a víz a középső pliocénben nem a mésztufa alatti exhumált karsztrögből fakadt, hanem az Öreg-kő karsztrögéből a csúcsrégióban, É–D irányú törések mentén, és akkor még fedett helyzetben lévő barlangokból, például a Baits-barlangból. A Kraus Sándor által írt, 2003-ban készült beszámolóban az van feljegyezve, hogy Kraus Sándor Regős József által vezetve, 1995. november 22-én megtekintette a Baits-barlangot. A 2003-ban napvilágot látott, Magyarország fokozottan védett barlangjai című könyv szerint a Jankovich-barlang egyik neve a Baits-barlang név. 2005. szeptember 1-től a környezetvédelmi és vízügyi miniszter 22/2005. (VIII. 31.) KvVM rendelete szerint a Duna–Ipoly Nemzeti Park Igazgatóság működési területén, a Gerecse hegységben található Baits-barlang a felügyelőség engedélyével látogatható.
A Juhász Márton által írt, 2007-ben megjelent publikációban az olvasható, hogy a Bajóton (Komárom-Esztergom megye), az Öreg-kőn lévő Baits-barlang (Baits György-üreg, Gaál-barlang) közhiteles barlangnyilvántartási száma 4661-3, UTM-kódja pedig CT18C3. Az Öreg-kő sziklás, meredek, sziklafalakkal tagolt K-i oldalában van a barlang bejárata. Boltíves tág bejárata 5,5 m széles és 4 m magas. A barlang 46 m hosszú, 9,2 m függőleges kiterjedésű, 3,7 m magas és 5,5 m mély. Egymás alatt húzódó két vízszintes folyosóból, az azokat összekapcsoló kis aknából és néhány mellékfülkéből áll. Felső triász, vastagpados dachsteini mészkő ÉK–DNy-i irányú törésvonala mentén, – gömbüstös-gömbfülkés formakincse alapján – karsztvízszint alatti oldódás miatt (termálkarsztos hatásra) keletkezett az üregrendszer.
Kitöltésében, az 1930-as években találtak felső pleisztocén faszén- és csontmaradványokat, valamint későpaleolit régészeti leleteket. A külszíni meteorológiai hatások nagyon érvényesülnek a barlangban (a barlang jellege miatt). A Gerecse Barlangkutató és Természetvédő Egyesület a barlangban, 1988 és 2006 között, 20 téli és 21 nyári (összesen 41) denevér-megfigyelést végzett, amelyek közül 1 téli, 1 tavaszi és 2 nyári volt eredményes. Az egyesület egy faj; a kis patkósdenevér (R. hipposideros) előfordulását állapította meg. A Budapesti Denevérvédelmi Csoport által, a barlangbejárat előterében végzett hálózásos befogások eredményei: 1995. október 7.: Myotis daubentonii [1], Myotis nattereri [2], Myotis bechsteinii [6], Myotos myotis [5]; 1996. július 27.: Myotis daubentonii [2], Myotis mystacinus [1], Myotis emarginatus [2], Myotis nattereri [1], Myotis myotis [2], Eptesicus serotinus [3], Plecotus auritus [1], Plecotus austriacus [1], Barbastella barbastellus [1]; 1997. július 27.: Myotis emarginatus [2], Myotis myotis [1], Plecotus auritus [1]; 1998. július 27.: Myotis daubentonii [3], Myotis mystacinus [1], Myotis emarginatus [2], Myotis myotis [3], Eptesicus serotinus [1].
Az észlelési adatok és a néha fellelhető friss ürülék alapján kijelenthető, hogy kis faj- és egyedszámú, alkalmi téli és nyári denevérszálláshelynek, egyben kis egyedszámú, de helyi viszonylatban fajgazdag párzóhelynek tekinthető a barlang. A barlangban végzett denevér-megfigyelésekkel kapcsolatos irodalom 4 kéziratból áll, melyeket Juhász Márton írt. Az engedély nélkül is megtekinthető barlangnak közvetlenül egy jelzett turistaút mellett van a bejárata. Sok kiránduló felkeresi az üreget, de ez nem jár számottevő zavarással. Beavatkozás, védelmi intézkedés jelenleg nem szükséges.
| Dátum               | Rhinolophus hipposideros | indet sp. (meghatározatlan denevér) |
| ------------------- | ------------------------ | ----------------------------------- |
| 1999. augusztus 1.  | 1                        | –                                   |
| 2001. május 13.     | –                        | 1                                   |
| 2002. augusztus 15. | 1                        | –                                   |
| 2006. február 12.   | 1                        | –                                   |

2013. augusztus 12-től a belügyminiszter 43/2013. (VIII. 9.) BM rendelete szerint a Komárom-Esztergom megyei, bajóti, 4661-3 barlangkataszteri számú és 1971 lelőhely-azonosítójú Baits-barlang régészeti szempontból jelentős barlangnak minősül. Polacsek Zsolt, Ba Julianna és Szabó Zoltán 2017. évi kutatási zárójelentése szerint ők nem kutatták az engedélyükben szereplő időszakban, 2016-ban és 2017-ben a barlangot. A tág bejáratú, freatikus genezis jeleit viselő barlang végponti részén ásással akarták megtalálni a barlang folytatását, de erre nem került sor. A barlangban ebben a két évben többször jártak és nem tapasztaltak változást annak általános állapotában.
Polacsek Zsolt azért találta kutatásra érdemesnek a barlangot, mert az üregcsoport 3 jelentős barlangból (Szalay-barlang, Jankovich-barlang és Baits-barlang) áll és a barlangok formakincse azonos. Csak annyi a különbség, hogy a barlangok bejáratai nem azonos magasságban nyílnak. A barlangcsoport alsó barlangja a Baits-barlang, amely kb. 30 m hosszú és ebben is sok az oldott forma. Mindhárom barlang a környezetéből valószínűleg a plio-pleisztocén korszakban kiemelkedő Öreg-kő meredek K-i oldalában, a hegyet átszelő tektonikus törés mentén nyílik. A barlangokat tanulmányozva arra gondoltak, hogy a hegyben egy egységes barlangrendszer keletkezhetett. Ha jobban megvizsgáljuk a Jankovich-barlang belső üregében lévő lejtős üreget, könnyen elképzelhető, hogy a Baits-barlang végpontját kitöltő száraz, agyagos kitöltés eltávolításával a két barlang összeköthetővé válik. A két barlangról nem készült közös térkép és ezért ez az elképzelés nagyon bizonytalan, de a Baits-barlang végpontján érzékelhető légmozgás biztató. A barlangokban, talán a régi bányászat miatt nincsenek ásványkiválások. A zárójelentéshez mellékelve lett egy színes fénykép, amelyen a Baits-barlang belseje figyelhető meg. A fényképet Polacsek Zsolt készítette.

## Denevér-megfigyelések
| \| Dátum \| Rhin. hip. \| Rhin. eur. \| Myo. dau. \| Myo. natt. \| Myo. bech. \| Myo. myo. \| Myo. ema. \| Myo. mys. \| Ept. ser. \| Ple. aur. \| Ple. aus. \| Bar. bar. \| indet sp. \| \| --------------------------------------- \| ---------- \| ---------- \| --------- \| ---------- \| ---------- \| --------- \| --------- \| --------- \| --------- \| --------- \| --------- \| --------- \| --------- \| \| 1986. január 19. \| – \| – \| – \| – \| – \| – \| – \| – \| – \| – \| – \| – \| – \| \| 1989. január 15. \| – \| – \| – \| – \| – \| – \| – \| – \| – \| – \| – \| – \| – \| \| 1989. augusztus 12. \| – \| – \| – \| – \| – \| – \| – \| – \| – \| – \| – \| – \| – \| \| 1990. február 17. \| – \| – \| – \| – \| – \| – \| – \| – \| – \| – \| – \| – \| – \| \| 1990. június 28. \| – \| – \| – \| – \| – \| – \| – \| – \| – \| – \| – \| – \| – \| \| 1991. február 23. \| – \| – \| – \| – \| – \| – \| – \| – \| – \| – \| – \| – \| – \| \| 1991. július 13. \| – \| – \| – \| – \| – \| – \| – \| – \| – \| – \| – \| – \| – \| \| 1994. január 29. \| – \| – \| – \| – \| – \| – \| – \| – \| – \| – \| – \| – \| – \| \| 1994. július 23. \| – \| – \| – \| – \| – \| – \| – \| – \| – \| – \| – \| – \| – \| \| 1995. október 7. (barlangbejárat előtt) \| – \| – \| 1 \| 2 \| 6 \| 5 \| – \| – \| – \| – \| – \| – \| – \| \| 1996. július 27. (barlangbejárat előtt) \| – \| – \| 2 \| 1 \| – \| 2 \| 2 \| 1 \| 3 \| 1 \| 1 \| 1 \| – \| \| 1997. január 19. \| – \| – \| – \| – \| – \| – \| – \| – \| – \| – \| – \| – \| – \| \| 1997. július 26. \| – \| – \| – \| – \| – \| – \| – \| – \| – \| – \| – \| – \| – \| \| 1997. július 27. (barlangbejárat előtt) \| – \| – \| – \| – \| – \| 1 \| 2 \| – \| – \| 1 \| – \| – \| – \| \| 1998. január 24. \| – \| – \| – \| – \| – \| – \| – \| – \| – \| – \| – \| – \| – \| \| 1998. július 27. \| – \| – \| – \| – \| – \| – \| – \| – \| – \| – \| – \| – \| – \| \| 1998. július 27. (barlangbejárat előtt) \| – \| – \| 3 \| – \| – \| 3 \| 2 \| 1 \| 1 \| – \| – \| – \| – \| \| 1999. augusztus 1. \| 1 \| – \| – \| – \| – \| – \| – \| – \| – \| – \| – \| – \| – \| \| 2001. február 10. \| – \| – \| – \| – \| – \| – \| – \| – \| – \| – \| – \| – \| – \| \| 2001. május 13. \| – \| – \| – \| – \| – \| – \| – \| – \| – \| – \| – \| – \| 1 \| \| 2002. február 17. \| – \| – \| – \| – \| – \| – \| – \| – \| – \| – \| – \| – \| – \| \| 2002. augusztus 15. \| 1 \| – \| – \| – \| – \| – \| – \| – \| – \| – \| – \| – \| – \| \| 2003. január 26. \| – \| – \| – \| – \| – \| – \| – \| – \| – \| – \| – \| – \| – \| \| 2003. június 21. \| – \| – \| – \| – \| – \| – \| – \| – \| – \| – \| – \| – \| – \| \| 2004. január 24. \| – \| – \| – \| – \| – \| – \| – \| – \| – \| – \| – \| – \| – \| \| 2004. augusztus 21. \| – \| – \| – \| – \| – \| – \| – \| – \| – \| – \| – \| – \| – \| \| 2006. február 12. \| 1 \| – \| – \| – \| – \| – \| – \| – \| – \| – \| – \| – \| – \| \| 2006. július 29. \| – \| – \| – \| – \| – \| – \| – \| – \| – \| – \| – \| – \| – \| \| 2009. január 30. \| – \| – \| – \| – \| – \| – \| – \| – \| – \| – \| – \| – \| – \| \| 2009. június 23. \| – \| – \| – \| – \| – \| – \| – \| – \| – \| – \| – \| – \| – \| \| 2010. február 17. \| – \| – \| – \| – \| – \| – \| – \| – \| – \| – \| – \| – \| – \| \| 2010. július 1. \| 1 \| – \| – \| – \| – \| – \| – \| – \| – \| – \| – \| – \| – \| \| 2011. május 3. \| – \| – \| – \| – \| – \| – \| – \| – \| – \| – \| – \| – \| – \| \| 2011. július 26. \| – \| – \| – \| – \| – \| 3 \| – \| – \| – \| – \| – \| – \| – \| \| 2011. szeptember 21. \| – \| – \| – \| – \| – \| – \| – \| – \| – \| – \| – \| – \| – \| \| 2011. december 27. \| – \| – \| – \| – \| – \| – \| – \| – \| – \| – \| – \| – \| – \| \| 2012. február 26. \| – \| – \| – \| – \| – \| – \| – \| – \| – \| – \| – \| – \| – \| \| 2012. április 26. \| – \| 4 \| – \| – \| – \| – \| – \| – \| – \| – \| – \| – \| – \| \| 2012. május 31. \| – \| – \| – \| – \| – \| – \| – \| – \| – \| – \| – \| – \| – \| \| 2012. június 29. \| – \| – \| – \| – \| – \| – \| – \| – \| – \| – \| – \| – \| – \| \| 2012. július 26. \| – \| – \| – \| – \| – \| – \| – \| – \| – \| – \| – \| – \| – \| \| 2012. augusztus 30. \| – \| – \| – \| – \| – \| – \| – \| – \| – \| – \| – \| – \| – \| \| 2012. október 12. \| – \| – \| – \| – \| – \| – \| – \| – \| – \| – \| – \| – \| – \| \| 2012. december 28. \| – \| – \| – \| – \| – \| – \| – \| – \| – \| – \| – \| – \| – \| \| 2013. január 30. \| – \| – \| – \| – \| – \| – \| – \| – \| – \| – \| – \| – \| – \| \| 2013. március 1. \| – \| – \| – \| – \| – \| – \| – \| – \| – \| – \| – \| – \| – \| \| 2013. március 28. \| – \| – \| – \| – \| – \| – \| – \| – \| – \| – \| – \| – \| – \| \| 2013. április 29. \| 1 \| 4 \| – \| – \| – \| – \| – \| – \| – \| – \| – \| – \| – \| \| 2013. május 30. \| – \| – \| – \| – \| – \| – \| – \| – \| – \| – \| – \| – \| – \| \| 2013. június 15. \| – \| – \| – \| – \| – \| – \| – \| – \| – \| – \| – \| – \| – \| \| 2013. július 2. \| – \| – \| – \| – \| – \| – \| – \| – \| – \| – \| – \| – \| – \| \| 2013. július 26. \| – \| – \| – \| – \| – \| – \| – \| – \| – \| – \| – \| – \| – \| \| 2013. augusztus 30. \| – \| – \| – \| – \| – \| – \| – \| – \| – \| – \| – \| – \| – \| \| 2013. szeptember 27. \| – \| – \| – \| – \| – \| – \| – \| – \| – \| – \| – \| – \| – \| \| 2013. október 30. \| – \| – \| – \| – \| – \| – \| – \| – \| – \| – \| – \| – \| – \| \| 2013. december 15. \| – \| – \| – \| – \| – \| – \| – \| – \| – \| – \| – \| – \| – \| \| 2013. december 29. \| – \| – \| – \| – \| – \| – \| – \| – \| – \| – \| – \| – \| – \| \| 2014. február 1. \| – \| – \| – \| – \| – \| – \| – \| – \| – \| – \| – \| – \| – \| \| 2014. március 1. \| – \| – \| – \| – \| – \| – \| – \| – \| – \| – \| – \| – \| – \| \| 2014. március 31. \| – \| – \| – \| – \| – \| – \| – \| – \| – \| – \| – \| – \| – \| \| 2014. április 28. \| – \| 2 \| – \| – \| – \| – \| – \| – \| – \| – \| – \| – \| – \| \| 2014. május 23. \| 1 \| – \| – \| – \| – \| – \| – \| – \| – \| – \| – \| – \| – \| \| 2014. május 30. \| – \| – \| – \| – \| – \| – \| – \| – \| – \| – \| – \| – \| – \| \| 2014. június 27. \| – \| – \| – \| – \| – \| – \| – \| – \| – \| – \| – \| – \| – \| \| 2014. július 30. \| – \| – \| – \| – \| – \| – \| – \| – \| – \| – \| – \| – \| – \| \| 2014. augusztus 28. \| – \| – \| – \| – \| – \| – \| – \| – \| – \| – \| – \| – \| – \| \| 2014. szeptember 28. \| – \| – \| – \| – \| – \| – \| – \| – \| – \| – \| – \| – \| – \| \| 2014. október 31. \| – \| – \| – \| – \| – \| – \| – \| – \| – \| – \| – \| – \| – \| \| 2014. november 29. \| – \| – \| – \| – \| – \| – \| – \| – \| – \| – \| – \| – \| – \| \| 2014. december 30. \| – \| – \| – \| – \| – \| – \| – \| – \| – \| – \| 1 \| – \| – \| |            |            |           |            |            |           |           |           |           |           |           |           |           |
| Dátum | Rhin. hip. | Rhin. eur. | Myo. dau. | Myo. natt. | Myo. bech. | Myo. myo. | Myo. ema. | Myo. mys. | Ept. ser. | Ple. aur. | Ple. aus. | Bar. bar. | indet sp. |
| 1986. január 19. | –          | –          | –         | –          | –          | –         | –         | –         | –         | –         | –         | –         | –         |
| 1989. január 15. | –          | –          | –         | –          | –          | –         | –         | –         | –         | –         | –         | –         | –         |
| 1989. augusztus 12. | –          | –          | –         | –          | –          | –         | –         | –         | –         | –         | –         | –         | –         |
| 1990. február 17. | –          | –          | –         | –          | –          | –         | –         | –         | –         | –         | –         | –         | –         |
| 1990. június 28. | –          | –          | –         | –          | –          | –         | –         | –         | –         | –         | –         | –         | –         |
| 1991. február 23. | –          | –          | –         | –          | –          | –         | –         | –         | –         | –         | –         | –         | –         |
| 1991. július 13. | –          | –          | –         | –          | –          | –         | –         | –         | –         | –         | –         | –         | –         |
| 1994. január 29. | –          | –          | –         | –          | –          | –         | –         | –         | –         | –         | –         | –         | –         |
| 1994. július 23. | –          | –          | –         | –          | –          | –         | –         | –         | –         | –         | –         | –         | –         |
| 1995. október 7. (barlangbejárat előtt) | –          | –          | 1         | 2          | 6          | 5         | –         | –         | –         | –         | –         | –         | –         |
| 1996. július 27. (barlangbejárat előtt) | –          | –          | 2         | 1          | –          | 2         | 2         | 1         | 3         | 1         | 1         | 1         | –         |
| 1997. január 19. | –          | –          | –         | –          | –          | –         | –         | –         | –         | –         | –         | –         | –         |
| 1997. július 26. | –          | –          | –         | –          | –          | –         | –         | –         | –         | –         | –         | –         | –         |
| 1997. július 27. (barlangbejárat előtt) | –          | –          | –         | –          | –          | 1         | 2         | –         | –         | 1         | –         | –         | –         |
| 1998. január 24. | –          | –          | –         | –          | –          | –         | –         | –         | –         | –         | –         | –         | –         |
| 1998. július 27. | –          | –          | –         | –          | –          | –         | –         | –         | –         | –         | –         | –         | –         |
| 1998. július 27. (barlangbejárat előtt) | –          | –          | 3         | –          | –          | 3         | 2         | 1         | 1         | –         | –         | –         | –         |
| 1999. augusztus 1. | 1          | –          | –         | –          | –          | –         | –         | –         | –         | –         | –         | –         | –         |
| 2001. február 10. | –          | –          | –         | –          | –          | –         | –         | –         | –         | –         | –         | –         | –         |
| 2001. május 13. | –          | –          | –         | –          | –          | –         | –         | –         | –         | –         | –         | –         | 1         |
| 2002. február 17. | –          | –          | –         | –          | –          | –         | –         | –         | –         | –         | –         | –         | –         |
| 2002. augusztus 15. | 1          | –          | –         | –          | –          | –         | –         | –         | –         | –         | –         | –         | –         |
| 2003. január 26. | –          | –          | –         | –          | –          | –         | –         | –         | –         | –         | –         | –         | –         |
| 2003. június 21. | –          | –          | –         | –          | –          | –         | –         | –         | –         | –         | –         | –         | –         |
| 2004. január 24. | –          | –          | –         | –          | –          | –         | –         | –         | –         | –         | –         | –         | –         |
| 2004. augusztus 21. | –          | –          | –         | –          | –          | –         | –         | –         | –         | –         | –         | –         | –         |
| 2006. február 12. | 1          | –          | –         | –          | –          | –         | –         | –         | –         | –         | –         | –         | –         |
| 2006. július 29. | –          | –          | –         | –          | –          | –         | –         | –         | –         | –         | –         | –         | –         |
| 2009. január 30. | –          | –          | –         | –          | –          | –         | –         | –         | –         | –         | –         | –         | –         |
| 2009. június 23. | –          | –          | –         | –          | –          | –         | –         | –         | –         | –         | –         | –         | –         |
| 2010. február 17. | –          | –          | –         | –          | –          | –         | –         | –         | –         | –         | –         | –         | –         |
| 2010. július 1. | 1          | –          | –         | –          | –          | –         | –         | –         | –         | –         | –         | –         | –         |
| 2011. május 3. | –          | –          | –         | –          | –          | –         | –         | –         | –         | –         | –         | –         | –         |
| 2011. július 26. | –          | –          | –         | –          | –          | 3         | –         | –         | –         | –         | –         | –         | –         |
| 2011. szeptember 21. | –          | –          | –         | –          | –          | –         | –         | –         | –         | –         | –         | –         | –         |
| 2011. december 27. | –          | –          | –         | –          | –          | –         | –         | –         | –         | –         | –         | –         | –         |
| 2012. február 26. | –          | –          | –         | –          | –          | –         | –         | –         | –         | –         | –         | –         | –         |
| 2012. április 26. | –          | 4          | –         | –          | –          | –         | –         | –         | –         | –         | –         | –         | –         |
| 2012. május 31. | –          | –          | –         | –          | –          | –         | –         | –         | –         | –         | –         | –         | –         |
| 2012. június 29. | –          | –          | –         | –          | –          | –         | –         | –         | –         | –         | –         | –         | –         |
| 2012. július 26. | –          | –          | –         | –          | –          | –         | –         | –         | –         | –         | –         | –         | –         |
| 2012. augusztus 30. | –          | –          | –         | –          | –          | –         | –         | –         | –         | –         | –         | –         | –         |
| 2012. október 12. | –          | –          | –         | –          | –          | –         | –         | –         | –         | –         | –         | –         | –         |
| 2012. december 28. | –          | –          | –         | –          | –          | –         | –         | –         | –         | –         | –         | –         | –         |
| 2013. január 30. | –          | –          | –         | –          | –          | –         | –         | –         | –         | –         | –         | –         | –         |
| 2013. március 1. | –          | –          | –         | –          | –          | –         | –         | –         | –         | –         | –         | –         | –         |
| 2013. március 28. | –          | –          | –         | –          | –          | –         | –         | –         | –         | –         | –         | –         | –         |
| 2013. április 29. | 1          | 4          | –         | –          | –          | –         | –         | –         | –         | –         | –         | –         | –         |
| 2013. május 30. | –          | –          | –         | –          | –          | –         | –         | –         | –         | –         | –         | –         | –         |
| 2013. június 15. | –          | –          | –         | –          | –          | –         | –         | –         | –         | –         | –         | –         | –         |
| 2013. július 2. | –          | –          | –         | –          | –          | –         | –         | –         | –         | –         | –         | –         | –         |
| 2013. július 26. | –          | –          | –         | –          | –          | –         | –         | –         | –         | –         | –         | –         | –         |
| 2013. augusztus 30. | –          | –          | –         | –          | –          | –         | –         | –         | –         | –         | –         | –         | –         |
| 2013. szeptember 27. | –          | –          | –         | –          | –          | –         | –         | –         | –         | –         | –         | –         | –         |
| 2013. október 30. | –          | –          | –         | –          | –          | –         | –         | –         | –         | –         | –         | –         | –         |
| 2013. december 15. | –          | –          | –         | –          | –          | –         | –         | –         | –         | –         | –         | –         | –         |
| 2013. december 29. | –          | –          | –         | –          | –          | –         | –         | –         | –         | –         | –         | –         | –         |
| 2014. február 1. | –          | –          | –         | –          | –          | –         | –         | –         | –         | –         | –         | –         | –         |
| 2014. március 1. | –          | –          | –         | –          | –          | –         | –         | –         | –         | –         | –         | –         | –         |
| 2014. március 31. | –          | –          | –         | –          | –          | –         | –         | –         | –         | –         | –         | –         | –         |
| 2014. április 28. | –          | 2          | –         | –          | –          | –         | –         | –         | –         | –         | –         | –         | –         |
| 2014. május 23. | 1          | –          | –         | –          | –          | –         | –         | –         | –         | –         | –         | –         | –         |
| 2014. május 30. | –          | –          | –         | –          | –          | –         | –         | –         | –         | –         | –         | –         | –         |
| 2014. június 27. | –          | –          | –         | –          | –          | –         | –         | –         | –         | –         | –         | –         | –         |
| 2014. július 30. | –          | –          | –         | –          | –          | –         | –         | –         | –         | –         | –         | –         | –         |
| 2014. augusztus 28. | –          | –          | –         | –          | –          | –         | –         | –         | –         | –         | –         | –         | –         |
| 2014. szeptember 28. | –          | –          | –         | –          | –          | –         | –         | –         | –         | –         | –         | –         | –         |
| 2014. október 31. | –          | –          | –         | –          | –          | –         | –         | –         | –         | –         | –         | –         | –         |
| 2014. november 29. | –          | –          | –         | –          | –          | –         | –         | –         | –         | –         | –         | –         | –         |
| 2014. december 30. | –          | –          | –         | –          | –          | –         | –         | –         | –         | –         | 1         | –         | –         |

## További irodalom
- Cramer, Helmuth – Kolb, H[einrich] – Vigh [Gyula] J.: Weitere Beiträge zur Geologie ungarischer Karstgebiete. Beobachtungen im Gerecse-Gebirge. Mitteilungen über Höhlen- und Karstforschung, 1931. Berlin. (1. füz.) 1–9., 33–40. old.
- Hillebrand Jenő: Über neuere Funde aus dem ungarischen Paläolithikum. Die Eiszeit, 1926. (3. köt.) Leipzig. 3–5. old.